# مرعناز
مرعناز (به عربی: مرعناز) یک روستا در سوریه است که در ناحیه مرکزی اعزاز واقع شده‌است. مرعناز ۹۵۹ نفر جمعیت دارد.